# Eilema griveaudiana
Eilema griveaudiana är en fjärilsart som beskrevs av De Toulgoët 1984. Eilema griveaudiana ingår i släktet Eilema och familjen björnspinnare. Inga underarter finns listade i Catalogue of Life.